# SegaSonic the Hedgehog
SegaSonic the Hedgehog (яп. セガソニック・ザ・ヘッジホッグ Сэгасоникку дза Хэдзихоггу), также известна под названием Sonic the Hedgehog Arcade — видеоигра серии Sonic the Hedgehog в жанре платформер, разработанная студиями Sonic Team и Sega AM3 и изданная компанией Sega для игрового автомата Sega System 32 в 1993 году.
Игровой процесс похож на предыдущие части и впервые в серии выполнен в изометрической проекции. По сюжету игры ежа Соника, броненосца Майти и летягу Рея поймал доктор Эггман и выпустил на опасном острове. Главные герои должны сбежать с острова. На уровнях игроку предстоит избегать различных ловушек и препятствий, а также собирать кольца для получения дополнительных очков.
Игра является одной из первых частей серии, в которой персонажи были озвучены. SegaSonic the Hedgehog получила положительные отзывы от игровой прессы. К достоинствам проекта были отнесены игровой процесс, графика и музыка, но критике подвергалось управление. Несмотря на позитивные отзывы, игре не удалось достичь коммерческого успеха из-за низкой популярности аркадной платформы. Игра должна была появиться в сборнике Sonic Gems Collection, но из-за проблем с эмуляцией не вошла туда.

## Игровой процесс

Игра за Соника, Рея и Майти на уровне «Icy Isle». SegaSonic the Hedgehog является первой игрой серии, в которой используется изометрическая графика

SegaSonic the Hedgehog выполнена в изометрической графике. По сюжету игры ежа Соника и двух его друзей — броненосца Майти и летягу Рея, схватил доктор Эггман и выпустил их на своём острове, состоящем из сотни ловушек, которые главные герои должны избежать.
Игровой процесс похож на другие игры серии Sonic the Hedgehog, но полностью сосредоточен на быстроте реагирования игрока на бесконечные падения сталактитов, камней, лавы и другие опасные ловушки. В игре есть возможность коллективного прохождения для трёх игроков, для чего у аркадной платформы предусмотрены три трекбола, каждый из которых отвечает за управление тем или иным персонажем. Возможна игра одновременно для трёх человек. Всего нужно пройти семь игровых уровней («Volcanic Vault», «Icy Isle», «Desert Dodge», «Trap Tower», «Landslide Limbo», «Wild Water Way» и «Eggman’s Tower»), названия которых (кроме последнего) аллитерационны, то есть, в них слова начинаются на одну и ту же букву. Если персонаж игрока наткнётся на опасное препятствие, то будет терять здоровье, которое можно увеличить с помощью колец. По окончании каждого уровня подсчитываются очки, которые игрок может получить, собирая кольца на уровнях. Если игрок собрал 50 и более колец, то получает дополнительное здоровье и очки.
На последнем уровне игры, являющемся базой острова, доктор Эггман активирует самоуничтожение башни, и игроку необходимо за 20 секунд успеть выбраться из неё. После того, как это будет сделано, игрок увидит титры и концовку, в которой герои игры выбрались из острова до взрыва, а учёный улетает на своём «Эггмобиле», однако у него заканчивается топливо и он падает в море. После игрок увидит таблицу с рекордами.

## Разработка и выход игры
SegaSonic the Hedgehog была разработана студией Sonic Team совместно с Sega AM3, занимающаяся созданием игр для аркадных автоматов. Впервые в серии была использована изометрическая графика, что придаёт игре эффект трёхмерности. Первоначально были выпущены три предварительных версии игры (A, B и C), которые отличались от финальной уровнями, визуальным стилем, заставкой и другими особенностями. Эти версии были незаконченными и не выпущены официально. Игра демонстрировалась на выставке CES летом 1993 года. SegaSonic the Hedgehog была впервые выпущена на территории Японии 1 июня 1993 года. 1 сентября 1993 года были выпущены аркадные автоматы с игрой на территории Северной Америки и Европы ограниченным тиражом. Кроме того, текст и озвучивание не были переведены и остались на японском языке.
SegaSonic the Hedgehog является одной из первых игр серии, в которой персонажи были озвучены. Ежа Соника озвучил Такэси Кусао, летягу Рея Хинако Канамару, броненосца Майти Юсукэ Нумата, а доктора Эггмана Масахару Сато. Интересно, что все три главных персонажа игры — Соник, Майти и Рей носят одинаковую обувь. Помимо этого, эти персонажи считаются первоначальным вариантом команды Соника: летяга Рей, как и лисёнок Тейлз, жёлтого цвета и имеет способность к полёту, а Майти, как и ехидна Наклз, красного цвета и обладает большой силой.
Музыкальное сопровождение к SegaSonic the Hedgehog написали композиторы Хироси Кавагути, Кэйтаро Ханада и Наоки Токива. Официальный альбом с саундтреком игры не был выпущен, однако композиция «Sonic» в изменённом варианте вошла в альбом Sega Arcade Selection D-RAM Remix, выпущенный в 1995 году.
Позже SegaSonic the Hedgehog планировали включить в состав сборника Sonic Gems Collection, однако у разработчиков возникли серьёзные проблемы с эмуляцией игры, связанные с использованием у оригинальной версии специального трекбола для управления персонажами на аркадном автомате. В итоге многочисленные попытки разработчиков адаптировать управление для геймпада завершились неудачей и игра не вошла в сборник.

## Оценки и мнения
| Иноязычные издания | Иноязычные издания |
| Издание            | Оценка             |
| ------------------ | ------------------ |
| AllGame            | [ 8 ]              |
| EGM                | 10/10              |
| Power Sonic        | 9/10               |

После выхода SegaSonic the Hedgehog была положительно оценена игровой прессой, несмотря на свою небольшую популярность. Журналист из Electronic Gaming Monthly в своём обзоре поставил игре высшую оценку 10 баллов из 10 возможных, похвалив графику, музыку и игровой процесс, но недостатком посчитал управление через трекбол, назвав его «тренажёром для предплечий». Схожее мнение оставили в журнале Computer and Video Games, где похвалы удостоили внимание к деталям, «крайне рекомендуя» игру. В французском журнале Mega Forces изометрическую графику SegaSonic the Hedgehog сравнили с таковой в Zaxxon 1992 года от компании Sega и Viewpoint 1992 года от SNK. На сайте AllGame платформер был оценён в три звезды из пяти.
Позитивно SegaSonic the Hedgehog был оценён рецензентом португальского сайта Power Sonic. По его мнению, «это отличная игра для своего времени». Среди достоинств были отмечены графическое исполнение и эффекты: «Графика действительно впечатляет, очень чистая, с хорошим качеством». Другим достоинством был назван звук; как считает представитель, музыка звучит вполне неплохо, но звуковые эффекты заслуживают похвалы. Работа актёров озвучивания так же была оценена по достоинству. Слабым местом SegaSonic the Hedgehog обозреватель посчитал игровой процесс, в частности управление и отсутствие различий в способностях между персонажами. В итоге платформер получил оценку в 9 баллов из 10 возможных.
Некоторые обозреватели, оценивая сборник Sonic Gems Collection, сошлись во мнении, что в него нужно включить SegaSonic the Hedgehog, в частности, критик Филл Теобальд из GameSpy посоветовал разработчикам поместить его в Sonic Gems Collection, а также Knuckles’ Chaotix и другие игры с Game Gear.

### Влияние
SegaSonic the Hedgehog впервые представила таких персонажей, как броненосец Майти и летяга Рей. Первый персонаж впоследствии появился в игре Knuckles’ Chaotix, где он является одним из игровых персонажей и входит в состав команды Хаотикс. Также Майти появился в комиксах Sonic the Hedgehog, выпускаемые издательством Archie Comics, и в Sonic the Comic от Fleetway Editions. Летяга Рей тоже появился в комиксах Sonic the Hedgehog как член детективного агентства Хаотикс. Оба персонажа появились в Sonic Mania Plus — расширенной версии игры Sonic Mania, и в Sonic Mania Adventures — YouTube-мультсериале, основанном на Sonic Mania Plus.
В SegaSonic the Hedgehog с помощью взлома можно обнаружить спрайты доктора Роботника, внешний вид которого использован в мультсериале Sonic the Hedgehog. В игре Sonic Generations на уровне «City Escape» можно увидеть листовки с надписями «Пропал без вести с 1993 года», на которых изображены летяга Рей и броненосец Майти.